# Houssine Dimassi
Houssine Dimassi (arabe : حسين الديماسي), également orthographié Houcine Dimassi ou Hassine Dimassi, né le 18 novembre 1948 à Ksar Hellal et mort le 27 janvier 2025, est un économiste, universitaire, syndicaliste et homme politique tunisien.
Il est très brièvement ministre de la Formation professionnelle et de l'Emploi, en janvier 2011, au sein du gouvernement d'union nationale de Mohamed Ghannouchi. Il devient ministre des Finances, de décembre 2011 à juillet 2012, au sein du gouvernement de Hamadi Jebali.

## Biographie

### Famille et études
Houssine Dimassi est diplômé d'un doctorat d'État en économie obtenu en 1982.

### Carrière professionnelle
Il travaille comme professeur à l'université de Tunis entre 1973 et 1986, au sein de la faculté de droit et de sciences politiques et de la faculté d'économie, ainsi qu'à l'université de Sousse, plus précisément à la faculté de droit et des sciences économiques et politiques (poste occupé à partir de 1986).

### Carrière syndicale et politique
Il milite au sein de l'Union générale tunisienne du travail (UGTT) et de l'Organisation ouvrière.
À la suite de la révolution de 2011, il est très brièvement ministre de la Formation professionnelle et de l'Emploi du 17 au 18 janvier, au sein du gouvernement d'union nationale de Mohamed Ghannouchi. Comme deux de ses collègues issus de l'UGTT (Abdeljelil Bédoui, ministre auprès du Premier ministre, et Anouar Ben Gueddour, secrétaire d'État auprès du ministre du Transport et de l'Équipement), il démissionne rapidement, la centrale syndicale ne reconnaissant alors pas le nouveau gouvernement.
Il est nommé ministre des Finances dans le gouvernement Jebali, le 24 décembre 2011, succédant ainsi à Jalloul Ayed ; il prête serment le jour même de sa nomination devant le président Moncef Marzouki. Le 26 décembre, la passation des pouvoirs a lieu au siège du ministère.
Il démissionne le 27 juillet 2012 en raison de divergences avec le gouvernement en matière de politique économique, monétaire et sociale, ; son secrétaire d'État Slim Besbes lui succède par intérim. Le journal Le Maghreb annonce le 5 septembre que Dimassi rejoint le parti de Béji Caïd Essebsi, Nidaa Tounes, ce que l'intéressé dément.
Il meurt le 27 janvier 2025 à l'âge de 76 ans,,.

## Vie privée
Hassine Dimassi est marié et père de quatre enfants.